# 麻田一平
麻田 一平（あさだ いっぺい、1980年6月26日 - ）は、日本のラグビー指導者。

## プロフィール
- 大阪府出身。
- 血液型はA型。
- ポジションはスクラムハーフ(SH)。

## 経歴
大工大高校から法政大学へと進学。
高校時代に花園準優勝を経験、1998年度高校日本代表にも選ばれた。
代表歴は他にU19、U23。法大では2002年度に主将を務めた。
大学卒業後はトヨタ自動車ヴェルブリッツ(現トヨタヴェルブリッツ)に入団。2006年度から2009年度までの4年間キャプテンを務めた。
ゲームメイク能力とキャプテンシーを併せ持つプレイヤーである。
2010年9月11日のコカ・コーラウエストレッドスパークス戦においてトップリーグ公式戦100試合出場を達成している。
2011年にはラグビー日本A代表に選出された。また同年のラグビーワールドカップにおいて代表SHの吉田朋生が負傷離脱。
代役として追加招集を受け初の日本代表入りを果たしたが、出場は無かった。
2016年、トヨタ自動車ヴェルブリッツを退団した。
2021年、清水建設江東ブルーシャークスのヘッドコーチに就任。2023年退任。
2024年6月、日本代表のスキルコーチを務める。